# M14 (Bosnien und Herzegowina)
Die M14 (kroatisch/bosnisch Magistralna cesta bzw. serbisch Магистрални пут/Magistralni put) ist eine Magistralstraße im Nordwesten von Bosnien und Herzegowina.
Sie führt von Bihać auf der rechten Flussseite durch das Tal der Una über Bosanska Krupa, Novi Grad, Kostajnica und Kozarska Dubica zur kroatischen Grenze an der Mündung der Una in die Save bei Jasenovac. Dort geht sie in die kroatische D47 über.